# Samuel Kini
Samuel Kini (10 de octubre de 1987 en Mount Hagen) es un futbolista papú que juega como mediocampista en el Madang.

## Carrera
Debutó en 2009 jugando para el Hekari United. En 2013 pasó al Madang.

### Clubes
| Club                        | País               | Año             |
| --------------------------- | ------------------ | --------------- |
| Hekari United Football Club | Papúa Nueva Guinea | 2009 - 2013     |
| Madang FC                   | Papúa Nueva Guinea | 2013 - Presente |

### Selección nacional
Disputó la Copa de las Naciones de la OFC 2012 en representación de Papúa Nueva Guinea.